# Sarah Blackwood (Canadees zangeres)
Sarah Nicole Blackwood (Burlington (Ontario), 18 oktober 1980) is een Canadese zangeres. Blackwood is lid van de Canadese indierock-band Walk off the Earth, waar zij sinds 2012 zangeres van is. Naast zang speelt Blackwood ook gitaar, piano en ukelele. Ook is Blackwood ooit als zangeres verbonden geweest aan de groep "The Creepshow". Blackwood heeft van tijd tot tijd ook opgetreden samen met andere muzikanten, daarnaast heeft zij ook drie soloplaten op haar naam staan.

## Biografie
Op 5 januari 2012 maakte de Canadese indieband Walk off the Earth samen met zangeres Blackwood een cover van Somebody That I Used to Know en plaatste het op YouTube, hierdoor werden zij internationaal bekend. Heel bijzonder is dat de vijf muzikanten van deze band slechts één gitaar gebruiken voor deze versie. Het duurde slechts anderhalve week, of het filmpje was al meer dan 95 miljoen maal bekeken. Mede ook doordat het nummer als muziekdownload beschikbaar kwam, kwam het op de Nederlandse Single Top 100 al op 14 januari 2012 op nummer 9 te staan. In de Vlaamse Ultratop 50 kwam de uitvoering binnen op nummer 42.

## Privé
Blackwood heeft drie zoons met medebandlid Gianni Luminati, die ook in Walk off the Earth speelt.

## Discografie
als soloartiest:
- Way Back Home (2008)[8]
- Wasting Time (2010)[9]
- Wait It Out (ep, 2012)[10]

met The Creepshow:
- Run for Your Life (2008)
- They All Fall Down (2010)

met Walk off the Earth:
- Smooth Like Stone on a Beach (cd, 2007)
- My Rock (cd, 2010)
- Vol. 1 (2012)
- 2012: Vol. 2 (2012)
- R.E.V.O (ep, 2012)
- R.E.V.O. (2013)[11]
- Sing it all away (2015)[12]

### NPO Radio 2 Top 2000
Van Sarah Blackwood stond alleen Lonesome Rider (met Volbeat) in 2024 in de NPO Radio 2 Top 2000, op plek 1705.
- Gemeinsame Normdatei: 141296194
- International Standard Name Identifier: 0000 0003 6806 8506
- MusicBrainz: af7e5ea9-bd58-4346-8f78-d672e9f297f7
- Virtual International Authority File: 120896505